# 383 (tal)
383 är det naturliga talet som följer 382 och som följs av 384.

## Inom vetenskapen
- 383 Janina, en asteroid.

## Inom matematiken
- 383 är ett udda tal
- 383 är ett primtal
- 383 är ett defekt tal
- 383 är ett palindromtal
- 383 är ett palindromprimtal
- 383 är ett Thabittal
- 383 är ett Woodalltal
- 383 är ett Solinasprimtal